# El cop perfecte
El cop perfecte (títol original: Diggstown) és una pel·lícula estatunidenca dirigida per Michael Ritchie, protagonitzada per James Woods, Louis Gosset Jr. i Bruce Dern. També tenen papers importants Heather Graham i Oliver Platt. Ha estat doblada al català.

## Argument
Gabriel Caine (James Woods) és un estafador que acaba de sortir de la presó que busca fer un gran negoci. Arriba a Diggstown, ciutat controlada per John Gillon (Bruce Dern), magnat corrupte que anys enrere representava al gran campió de boxa, Charles Macom Diggs.
En la cantina del lloc, Fitz (Oliver Platt), un soci de Gabriel, diu conèixer a un boxador capaç de vèncer a 10 oponents en un dia, menyspreant al gran campió Diggs. El fill de Gillon, amb el suport del seu pare, aposta per ell. Gabriel apareix i dona suport a Fitz, i les apostes pugen fins al cel. Caine llavors va a convèncer el boxador, "Honey" Roy Palmer (Louis Gossett Jr.), un antic soci, d'entrar en el joc. Palmer primer refusa, però acaba cedint. El detall és que "Honey" acaba de fer els 40 i ja s'ha retirat de la boxa. No obstant això, comença la preparació cap al gran esdeveniment, on els participants estan disposats a tot amb tal d'evitar la seva derrota.

## Repartiment
- James Woods: Gabriel Caine
- Louis Gossett Jr.: 'Honey' Roy Palmer
- Bruce Dern: John Gillon
- Oliver Platt: Fitz
- Heather Graham: Emily Forrester
- Randall 'Tex' Cobb: Wolf Forrester
- Thomas Wilson Brown: Robby Gillon
- Duane Davis: Hambone Busby
- David Fresc: Fish
- Willie Green: Hammerhead Facin
- Orestes Matacena: Victor Corsini
- Kim Robillard: Xèrif Stennis
- John Short: Corny 'Buster' Robbins
- Michael McGrady: Frank Mangrum
- Roger Hewlett: Sam Lester
- James Caviezel: Billy Hargrove

## Crítica
- "Picardia, drama i humor per a una cinta que se sustenta gràcies a la seva parella protagonista. Entretinguda"[3]